# Comunidad de villa y tierra de Fuentidueña
La Comunidad de villa y tierra de Fuentidueña es una de las comunidades en que se organizó el territorio de la extremadura castellana, al sur del Duero, al repoblarse.
Perteneciente al conjunto de las Comunidades Segovianas está situada en la actual provincia de Segovia al norte de la localidad de Sepúlveda.
Limita con las Comunidades de Villa y Tierra de Aza, Sepúlveda, Cuéllar y Peñafiel y, además, con el territorio epíscopal de Laguna de Contreras

Municipios integrantes

Comunidades de villa y tierra de la Extremadura castellana.

## Organización territorial
La comunidad está formada por 21 pueblos:
- Fuentidueña
- Aldeasoña
- Calabazas de Fuentidueña
- Castro de Fuentidueña
- Cobos de Fuentidueña
- Cozuelos de Fuentidueña
- Fuentesaúco de Fuentidueña
- Fuente el Olmo de Fuentidueña
- Fuentepiñel
- Fuentesoto
- Membibre de la Hoz
- Pecharromán (hoy pedanía de Valtiendas)
- Sacramenia
- San Miguel de Bernuy
- Tejares (hoy pedanía de Fuentesoto)
- Torreadrada
- Torrecilla del Pinar
- Valtiendas
- Vegafría (pedanía de Olombrada)
- Los Valles de Fuentidueña (hoy pedanía de Fuente el Olmo de Fuentidueña)
- Vivar de Fuentidueña (hoy pedanía de Laguna de Contreras).

Localidades fundadas a posteriori:
- Caserío de San José (1824)

Esta entidad subsiste para la administración, explotación y fomento de los bienes propiedad de la Comunidad, consistentes en el aprovechamiento de madera, resina y pastos.